# کیچیری
کیچیری نوعی خوراک است که عموماً در میان مردم هرات در افغانستان مصرف می‌شود. مواد این خوراک را برنج، ماش، پیاز و ادویه جات تشکیل می‌دهند. کیچیری نوعی برنج دم پخت است و معمولاً با گوشت گوسفند سرو می‌شود یا در کنارش سیبزمینی می‌گذارند تا حالته سیب زمینی اب پز شود در دستور پخت کیچیری می‌بایست پیاز را در روغن سرخ کنیم و بسوزانیم تا رنگ برنج از سفید به سیاه تبدیل شود.
در زمستان کچیری را هراتیان بیشتر با گوشت خشک کرده که به «گوشت‌لند» معروف است میل می‌کنند.